# Glamping

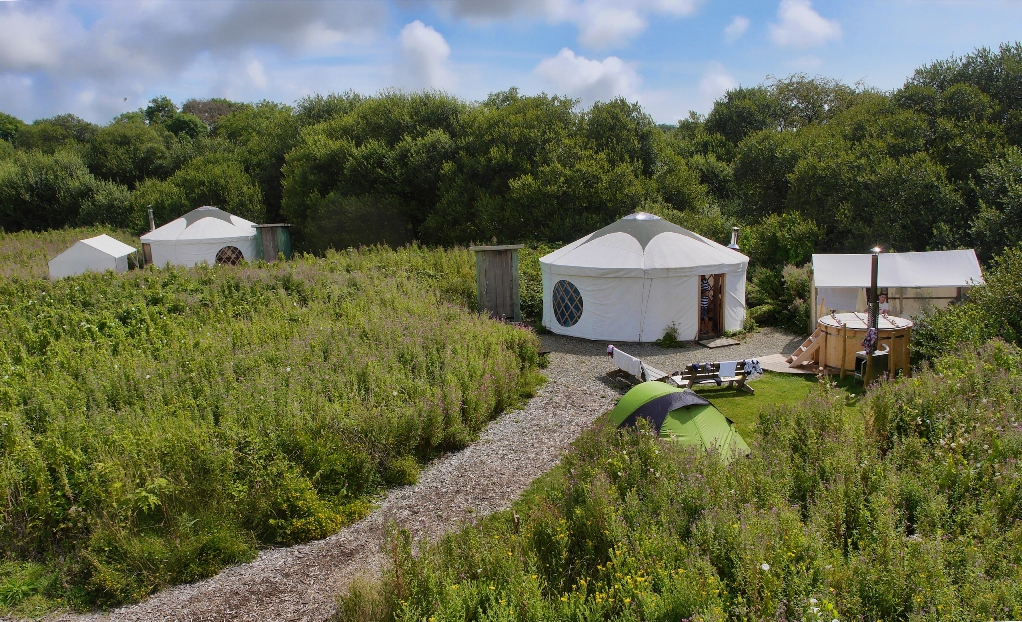
Un villaggio glamping con yurte semipermanenti, sentieri di ghiaia e vasca idromassaggio.

Il glamping è un'esperienza nella quale le tradizionali attività di campeggio sono accompagnate dalle cosiddette "amenities" e, in alcuni casi, da servizi in stile resort. Esso è diventato particolarmente popolare nel XXI secolo, soprattutto tra i turisti che vogliono godersi l'evasione e l'avventurosità del campeggio, senza per questo rinunciare ai lussi di un hotel. La parola glamping è una parola macedonia nata dalla fusione tra glamour e campeggio.

## Storia

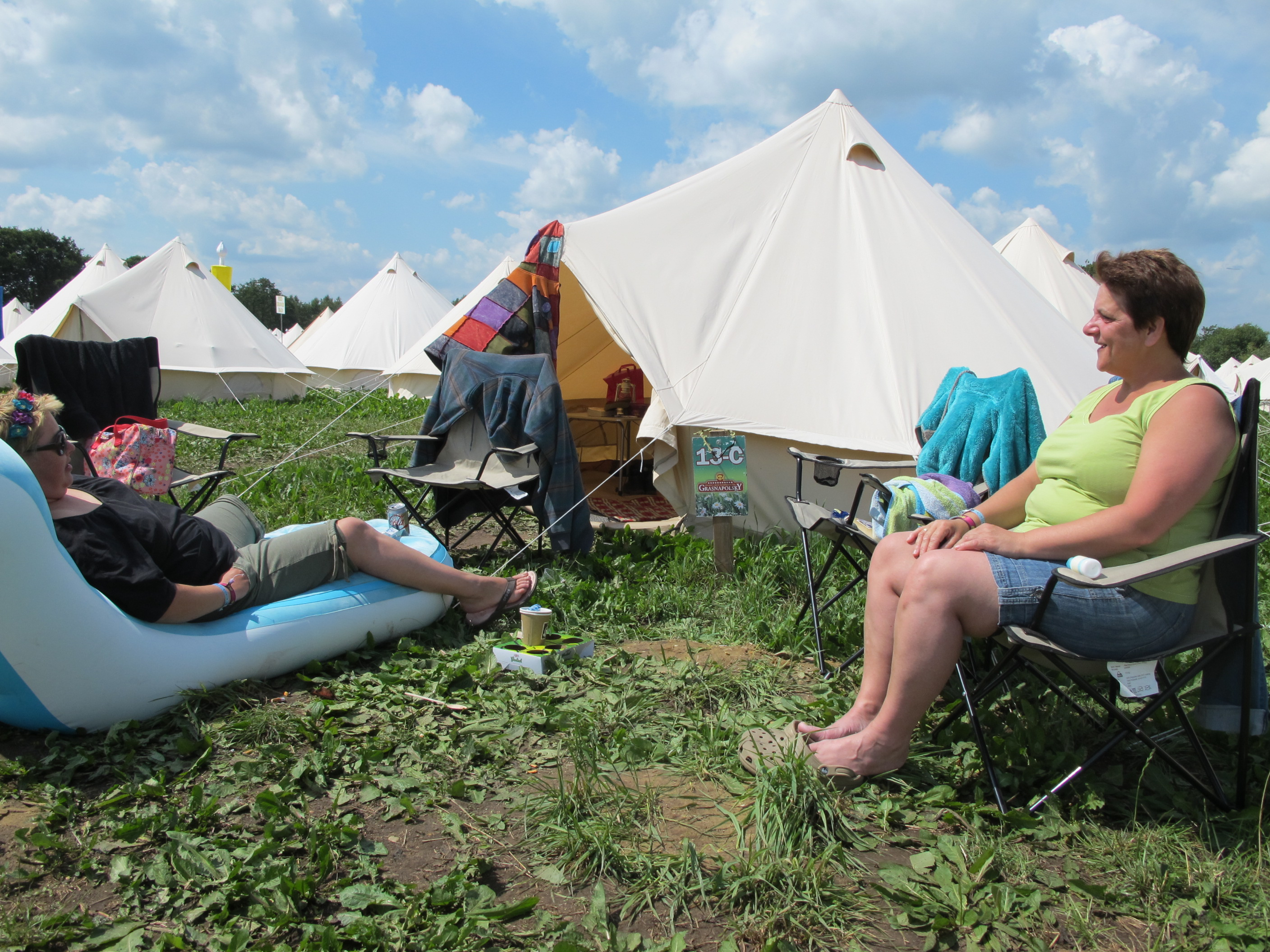
Esempio di glamping, al festival musicale Zwarte Cross, nei Paesi Bassi.

La parola "glamping" è comparsa per la prima volta nel Regno Unito, nel 2005, per poi essere aggiunta all'Oxford English Dictionary nel 2016. La parola è nuova, ma il concetto che il "glamping" connota, quello del lussuoso soggiorno in tenda, non lo è. Nel XVI secolo John Stewart, terzo Conte di Atholl, organizzò infatti un lussuoso campeggio nelle Highlands in occasione della visita di Giacomo V di Scozia con la madre. Il conte piantò sontuose tende e le riempì di tutte le provviste necessarie, provenienti dal suo stesso palazzo.
Probabilmente l'esempio più stravagante di glamping può essere considerato il cosiddetto Campo del Drappo d'oro, un summit diplomatico tra Enrico VIII d'Inghilterra e Francesco I di Francia, svoltosi nel nord della Francia nel 1520. Furono erette circa 2.800 tra tende e tendoni, mentre nelle fontane scorreva vino rosso.
All'incirca nello stesso periodo, gli Ottomani disponevano, durante le loro varie missioni militari, di tende assai sfarzose e sontuose. Intere squadre di artigiani viaggiavano con l'esercito per erigere e manutenere queste tende imperiali.
Circa 400 anni dopo, negli anni '20, tra i ceti di ricchi inglesi ed americani il safari africano divenne una sorta di must. Ma i viaggiatori facoltosi, anche quelli in cerca di avventura, non erano disposti a rinunciare a comfort e lussi. Grazie a generatori elettrici, vasche pieghevoli e casse di champagne, i viaggiatori potevano godere di ogni lusso domestico durante la loro avventura.
Il glamping moderno combina i comfort del passato alla tecnologia del presente. Chiamato talvolta boutique camping, campeggio di lusso, posh camping (letteralmente campeggio elegante) o comfy camping (letteralmente campeggio confortevole), il glamping di oggi offre strutture come yurte, tende tipi, pod (una sorta di capanne in legno), tende a cupola, roulotte vintage, rimorchi vintage, tende da safari, tent cabin e case sugli alberi. Il prezzo dei vari "glampsite" può variare da un minimo di €50 a notte fino a migliaia di sterline a notte a seconda dei servizi, i quali possono includere lenzuola fresche, bagni privati, servizi di ristorazione e verande private.
In Italia, il mercato del campeggio di lusso, noto anche come glamping, ha registrato una crescita significativa, con circa 2.600 strutture attive sul territorio nazionale. Le regioni con il maggior numero di strutture includono il Veneto, la Toscana e la Sardegna. Il glamping è sostenuto da politiche turistiche e promozionali volte a valorizzare il turismo outdoor e l’ecoturismo. 

## Concept

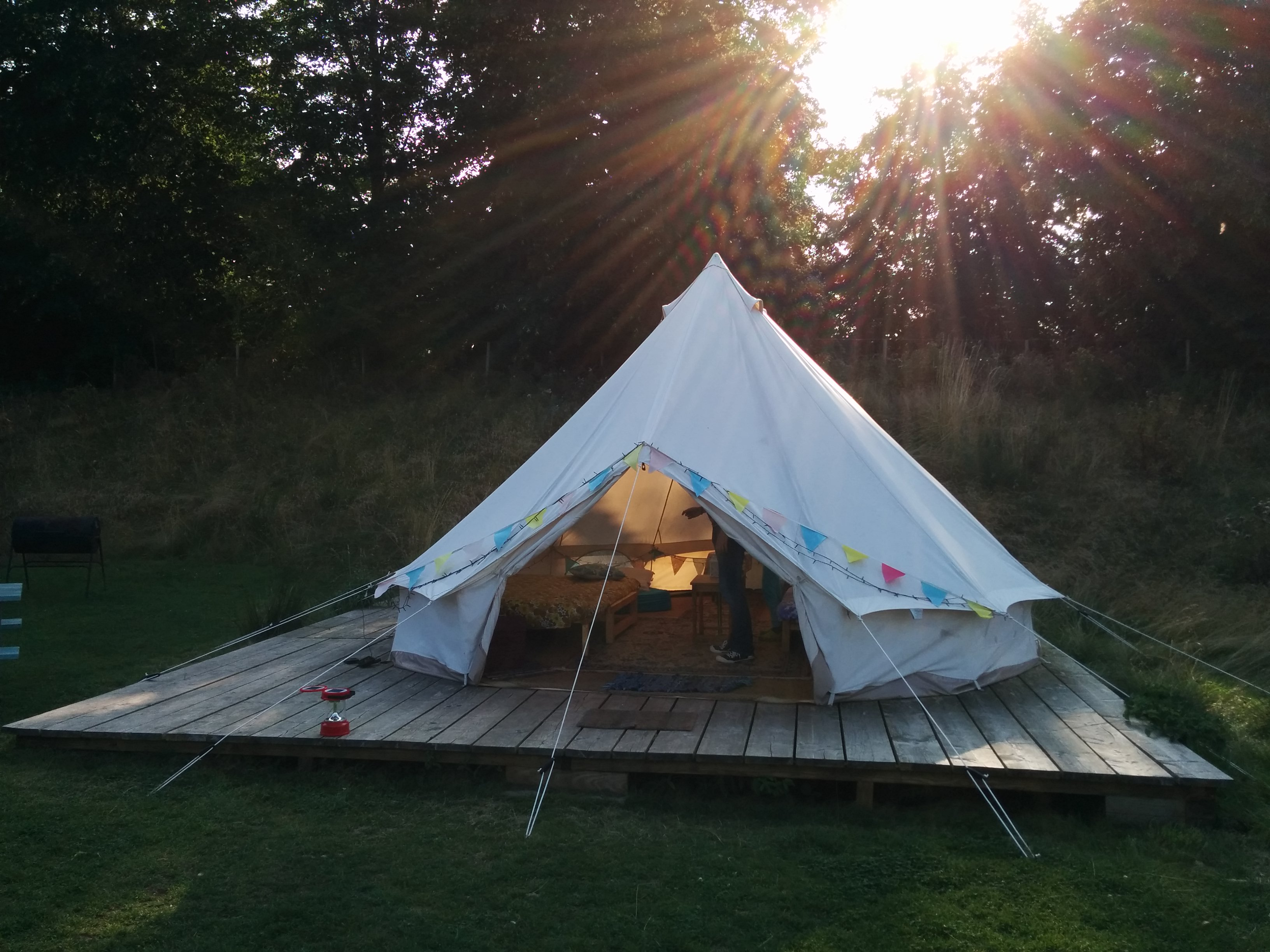
Una capanna dedicata al glamping a Norwich, nel Regno Unito.

Diversi festival importanti oggi offrono a coloro che vi partecipano svariate opzioni di glamping.
I moderni siti di glamping generalmente rientrano in cinque categorie distinte:
1. Franchising in cui il proprietario possiede terreni e acquista in uno dei marchi esistenti.
2. Stile "B&B" in cui il proprietario ottiene entrate supplementari con una o due unità.
3. Campeggi diversificati, terre di proprietà familiare che forniscono anche possibilità di glamping.
4. Grandi parchi vacanze che forniscono possibilità di glamping.
5. Siti dedicati specificamente al glamping.

Man mano che cresce, il mercato dei glamping nel Regno Unito è diventato sempre più competitivo. Nel 2016 la AA (ovvero la Automobile Association) ha stabilito uno standard di valutazione formale per i siti di glamping in tutto il Regno Unito. Per ricevere una buona valutazione, oggi i siti di glamping dovrebbero offrire ai propri ospiti almeno un certo livello di comfort, comprendente servizi come elettricità (che può essere fornita sia in rete che fuori rete), bagni con doccia e gabinetto, e servizio di guardia 24 ore su 24 e 7 giorni su 7.

## Diffusione e mercato
Un report di Grand View Research stima che il mercato globale del glamping valesse circa 3,45 miliardi di dollari nel 2024 e possa raggiungere 6,18 miliardi entro il 2030, con un tasso di crescita annuo composto superiore al 10 %.
In Italia il comparto open-air ha registrato oltre 11 milioni di arrivi e quasi 70 milioni di presenze nel 2023, secondo le stime di FAITA-Federcamping e Ciset.  
Un’indagine di Risposte Turismo riporta la presenza di circa 300 strutture glamping nel Paese (quasi un terzo concentrate in Toscana) e indica che il 49 % è stato aperto dopo il 2018.